# Leon Ferdynand Henckel von Donnersmarck
Leon Ferdynand Henckel von Donnersmarck (ur. 1 lutego 1640 w Świerklańcu, zm. 24 lutego 1699) – baron i hrabia cesarstwa, wolny pan stanowy Bytomia.

## Rodzice
Urodził się 1 lutego 1640 w Świerklańcu. Był starszym synem Jerzego Fryderyka i Anny Heleny von Kaunitz. Należał do pierwszego pokolenia Hencklów urodzonych i wychowanych na Górnym Śląsku. Po śmierci ojca otrzymał władzę nad Bytomiem. 3 sierpnia 1671 r. wydał w Bytomiu dokument w którym zobowiązywał się do przestrzegania wszystkich praw i przywilejów poddanych. W tym samym roku potwierdził przywileje cechowe rzeźników, a później także kowali (1674), kuśnierzy i szewców (1675), tkaczy (1676) oraz krawców (1685). W dokumentach wydawanych po polsku używał tytułu „Dziedzicznego a Regirującego Pana Państwa a Poziemstwa Bytomskiego”. Zażądał bytomskiego ratusza na swoją rezydencję. Planował, na wykupionych przez siebie w Bytomiu parcelach, wybudować pałac, ale nie zrobił tego. Sam ustalał skład bytomskiej rady, a mieszczanom zakazał jakichkolwiek zebrań. Za wybór rajców nałożył opłatę 30 talarów. 35 sukienników, którzy odmówili korzystania z narzuconego im postrzygacza płótna wtrącił do więzienia. Piekarzom nakazał mleć zboże w swoim młynie, nakładając jednocześnie wysokie za to opłaty. Korzystając z przywilejów nadanych jego rodzinie otworzył przed bramami miejskimi karczmy z których czerpał dochód do swej kasy. Umniejszało to jednak dochody bytomian. Słane na niego skargi do cesarza niewiele zmieniły w jego postępowaniu. Szlachtę bytomską oskarżał o spiskowanie i zamiar przyłączenia ziemi bytomskiej do Rzeczypospolitej.
W 1676 r. wstawił się za bytomianami gdy oskarżono ich o niełożenie na odbudowę parafialnego kościoła. W 1678 r. wziął w obronę proboszcza piekarskiej parafii św. Bartłomieja Apostoła propagującego kult tamtejszego obrazu Maryi, a który miał kłopoty z krakowską kurią biskupią. Poszerzył wielkość majątku ziemskiego jaki bezpośrednio do niego należał. W 1674 r. kupił Kochłowice od kuzyna Eliasza Andrzeja z Bogumina, a w 1695 r. Nakło z okolicą od dziedziców von Larischa. W 1683 r. jego wysłannik spotkał się z królem Janem III Sobieskim. W 1697 r. osobiście widział się z polskim królem elektem Augustem II Mocnym. 14 listopada 1697 r. otrzymał od cesarza, króla Czech i Węgier Leopolda I Habsburga dziedziczną godność wolnego pana stanowego. Czyniło go to równym w swych uprawnieniach innym śląskim książętom i mógł odtąd zasiadać w śląskim sejmie w kurii książęcej.
Zmarł 24 lutego 1699 r. i został pochowany prawdopodobnie w Bytomiu. Jego grób nie zachował się.

## Rodzina
Żonaty był (1676) z Juliana Maksymilianą hrabianką Coob von Neyding (1651–1729). Dziedzicem był starszy syn Karol Józef Erdmann.